# La Piste aux étoiles
La Piste aux étoiles est une ancienne émission de télévision française de Gilles Margaritis, présentant un spectacle de cirque, enregistrée principalement au Cirque d'Hiver à Paris ou au cirque Pinder. 

## Diffusion
La diffusion se tient chaque mercredi soir du fait que les enfants n'ont pas classe le jeudi, jusqu'en 1972 et les années suivantes, le mardi soir.
- sur RTF Télévision à partir 11 janvier 1956 jusqu'au 24 juillet 1964,

- sur la première chaîne de l'ORTF du 25 juillet 1964 au 2 janvier 1975,

- sur Antenne 2 du 8 janvier 1975 jusqu'au 29 octobre 1978.

## Principe de l'émission

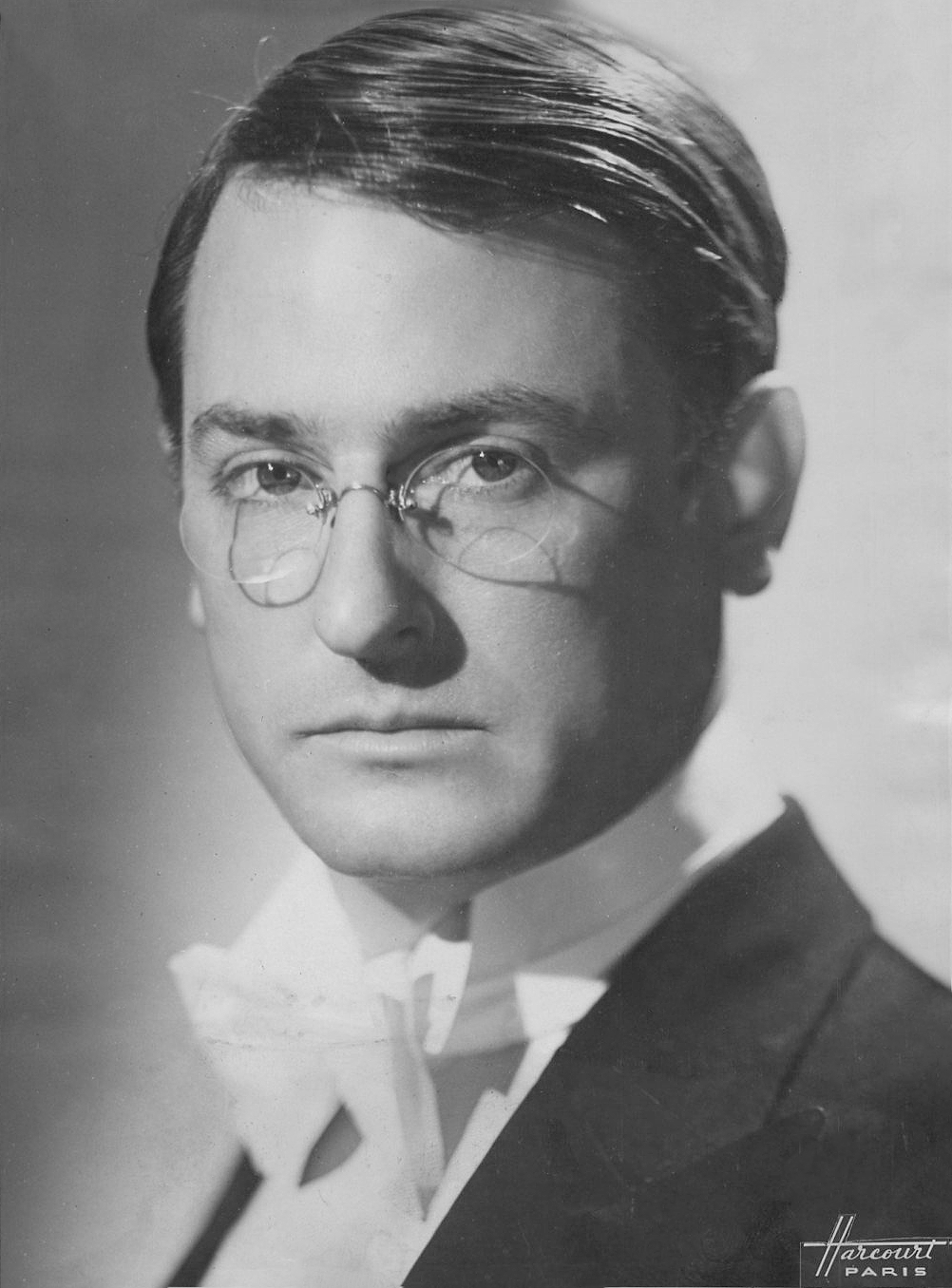
Gilles Margaritis, créateur et producteur de l'émission (ici en 1945).

L'émission, présentée dans le décor somptueux du Cirque d'Hiver, en alternance avec le cirque Pinder est réalisée par Pierre Tchernia et animée par Michel Francini de 1956 à 1962, puis Roger Lanzac, Monsieur Loyal de 1962 à 1978. Chaque semaine de nombreux artistes de cirque équilibristes, clowns, animaux ou prestidigitateurs se succédent.
Le rideau d'entrée et de sortie des artistes est précédé de plusieurs hôtesses-majorettes, qui se plaçaient de part et d'autre du rideau en début et fin de numéro en guise d'accueil des artistes, puis devant le rideau durant le spectacle, constituant l'une des caractéristiques des débuts de cette Piste aux étoiles.
L'orchestre typique de cirque, qui interprète notamment l'indicatif d'introduction et de clôture de l'émission, la Marche de la Piste aux étoiles restée célèbre et qui accompagne tout le spectacle, a été dirigé successivement par :
- Fred Adison à partir de 1952 [2],
- Bernard Hilda [3] de 1958 à 1978, qui restera à jamais le symbole du Chef d'Orchestre de la "Piste aux étoiles" avec plus de 20 ans de collaboration
- Hubert Degex vers 1958[4],
- Jean Laporte en 1965[5],
- Enfin en 1971, Carmino d'Angelo[6].

## Comédiens ayant participé à l'émission
- Jacques Francini, a participé à l'émission de 1956 à 1978, où il forme avec son complice Alex, un duo de clowns.
- Jacques Dumur, numéro de clown musical sous le nom d'artiste « Scotch »

## Générique
L'indicatif musical du générique de l'émission, "Vive la Piste",composé par Bernard Hilda, est resté dans les mémoires.

## Utilisation du labelLa Piste aux étoiles
En juin 2009, en hommage à cette célèbre émission, la famille Falck a changé le nom de son établissement : le cirque Achille Zavatta Fils est devenu « le cirque de La Piste aux étoiles ».